# Basiliek van Saccargia
De Basiliek van de Heilige Drievuldigheid van Saccargia (Basilica della Santissima Trinità di Saccargia) is de beroemdste kerk van Sardinië. Het bevindt zich, samen met nog enkele overblijfselen van een abdij, geïsoleerd in een breed dal van de comune van Codrongianos, provincie Sassari, noordelijk Sardinië. Deze kerk in typisch Romaans-Toscaanse stijl werd gebouwd in een gestreept patroon van afwisselend zwart trachiet en wit kalksteen.

## Geschiedenis
Volgens de legende "Condaghe di Saccargia" schonk de plaatselijke rechter Constantijn I di Torres in 1112 een kleine kerk aan monniken uit de kloosterorde der Camaldulenzers, die hier hun abdij stichten. Zij lieten het gebouw verder uitbreiden door Toscaanse architecten en bouwvakkers in Pisaanse stijl. De kerk werd geconsacreerd op 5 oktober 1116. De kerk werd verder uitgebreid van 1118 tot 1120 met de verlenging van het eenbeukig schip (met een lengte die afwijkt van de romaanse architectuur uit die tijd in Sardinië), het ophogen van de muren, een nieuwe gevel en de constructie van de zeer hoge, vierkante klokkentoren (41 m hoog en 8 m breed). De portico aan de voorgevel, enig in zijn soort voor een kerk in Sardinië, is waarschijnlijk later toegevoegd, toen de kerk al voltooid was, en wordt toegeschreven aan arbeiders uit Lucca. Aan het einde van 14de eeuw of begin 15de eeuw werd de kapel van St. Maddalena toegevoegd aan de noordelijke gevel van het transept. De overblijfselen van de abdij dateren uit dezelfde periode.
De kerk werd verlaten in de 16de eeuw. Tegen het einde van de 19de eeuw werd een eerste deel van de restauratiewerkzaamheden uitgevoerd. Hierna volgde tussen 1903 en 1906 de  sloop en reconstructie van de voorgevel, ontworpen door de architect Dionigi Scano in laat-romaanse stijl  De gevleugelde dierenmotieven in de kapitelen werden vervangen door kopies, die echter getuigen van weinig vakmanschap. De originelen werden verwerkt in de muur van het schip.

## Beschrijving

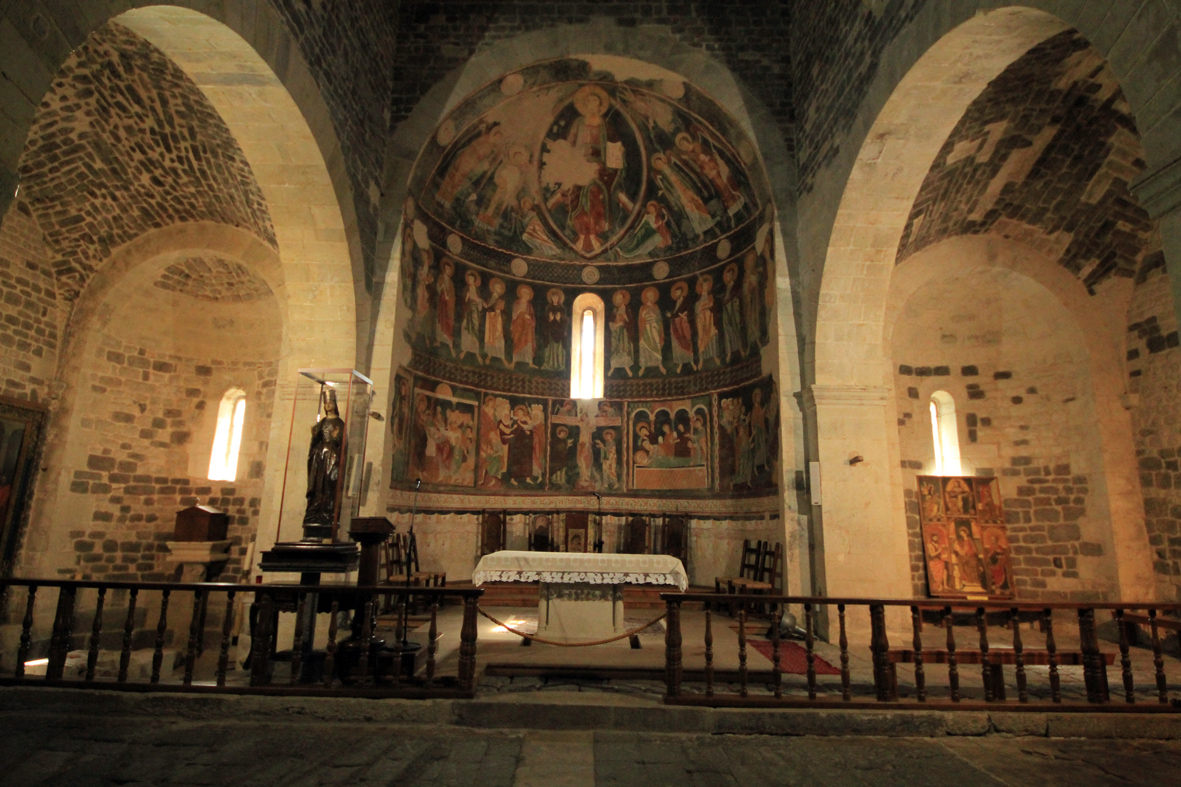
Romaanse fresco's in de apsis

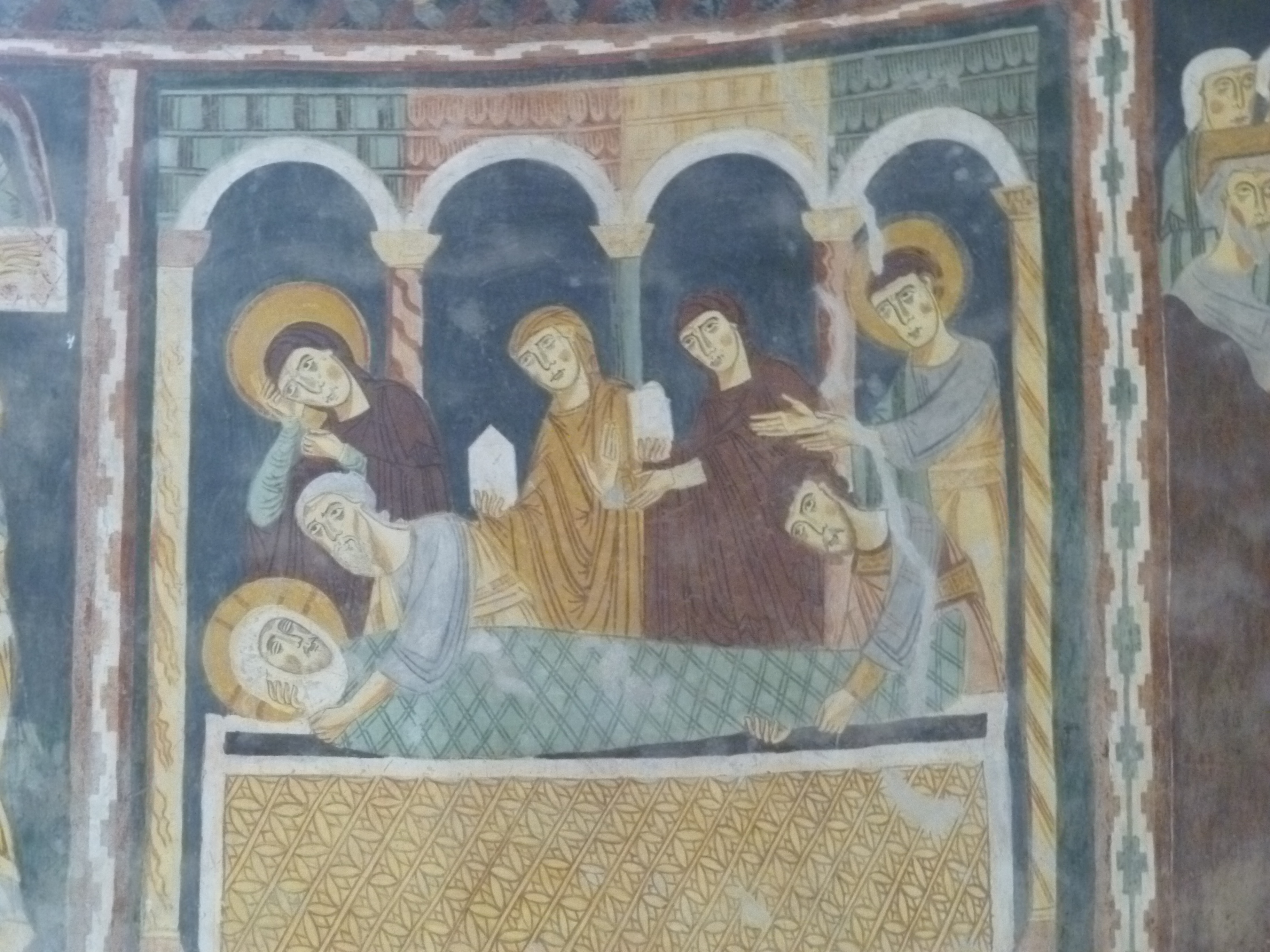
Graflegging

De façade is versierd met twee rijen bogen met kleine roosvensters op elk niveau. Er is een kruisvormige opening in de middelste boog. De façade wordt voorafgegaan door een portiek met een puntdak ondersteund door zeven ronde bogen die op witte zuilen rusten. De kapitelen van deze zuilen zijn versierd met romaanse planten- en dierenmotieven. Deze kapitelen zijn kopies; de originelen bevinden zich in de basiliek. De gebeeldhouwde koeien op de hoekzuilen verwijzen (ten onrechte) naar een plaatselijke legende die beweert dat de naam Saccargia is afgeleid van "sa acca argia", de gevlekte koe.
Het schip bestaat uit een lange, smalle beuk die eindigt in drie apsissen in het transept. De twee zijkapellen zijn afgebakend met een kruisgewelf.
Aan het einde van de twaalfde eeuw werd de centrale apsis bedekt met drie rijen  fresco's in romaanse stijl door een onbekende kunstenaar uit de omgeving van Pisa. Deze fresco's zijn nog in uitstekende staat en kunnen worden beschouwd als het enige voorbeeld in Sardinië van romaanse muurschilderingen  De centrale fresco op het plafond van de apsis stelt de zegenende Christus voor, afgebeeld met een boek, omringd door engelen en aartsengelen. Het centraal gedeelte beeldt de apostelen uit en de biddende Maagd. Daaronder zijn er afbeeldingen van de Passie van Christus.

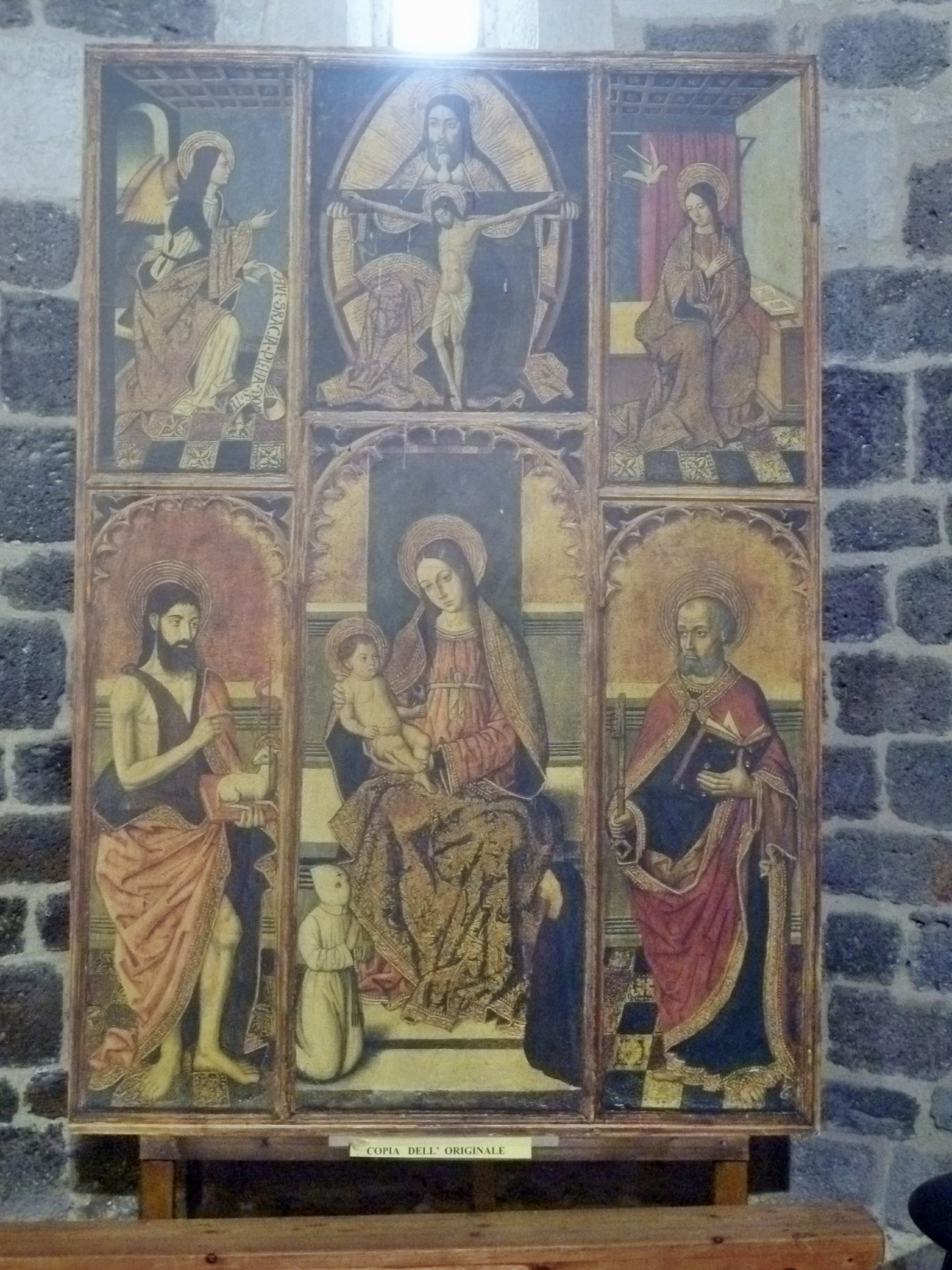
Retabel van de Meester van Castelsardo

In de rechterapsis staat een kopie van een retabel van de Meester van Castelsardo. Deze Sardijnse kunstenaar uit de 15de eeuw vertoonde in zijn retabels een meesterlijke synthese tussen de Gotisch-Spaanse kunst, de renaissance en lokale tradities. De retabel stamt uit 1492 en is geschilderd met olieverf en tempera op een houten paneel. Het stelt de Maagd en Kind voor geflankeerd door Johannes de Doper en de apostel Petrus. Bovenaan ziet men de H. Drievuldigheid met aan beide zijden de Annunciatie en de aartsengel Gabriël. 